# Combretum exannulatum
Combretum exannulatum là một loài thực vật có hoa trong họ Trâm bầu. Loài này được (O.Hoffm.) Engl. & Diels mô tả khoa học đầu tiên năm 1899.